# Chèvreville (Manche)
Pour les articles homonymes, voir Chèvreville.
Chèvreville est une ancienne commune française, située dans le département de la Manche en région Normandie, peuplée de 196 habitants, devenue le 1er janvier 2016 une commune déléguée au sein de la commune nouvelle de Grandparigny.

## Géographie
| Le Mesnillard                                                                 | Chasseguey (comm. nouv. de Juvigny les Vallées), La Bazoge (comm. nouv. de Juvigny les Vallées) | Fontenay (comm. nouv. de Romagny Fontenay)                                      |
| Le Mesnillard                                                                 | Chèvreville                                                                                     | Fontenay (comm. nouv. de Romagny Fontenay), Milly (comm. nouv. de Grandparigny) |
| Martigny (comm. nouv. de Grandparigny), Parigny (comm. nouv. de Grandparigny) | Parigny (comm. nouv. de Grandparigny)                                                           | Milly (comm. nouv. de Grandparigny)                                             |

## Toponymie
Le nom de la localité qui est attesté sous la forme Capreoli villa en 846 indique capreolus, « chevreuil », Capravilla à la fin du XIIe et au début du XIIIe siècle, Chevervilla en 1173, Chievrevilla en 1235 ou 1236.
Peut-être la désignation d'un animal ou le même mot employé comme surnom d'un individu.
Chèvreville, « Domaine de la chèvre ».
Le gentilé est Chèvrevillais.

## Histoire
À la Révolution, Louis du Boüays de la Bégassière (1764-1830), curé de Chèvreville, refusa de prêter serment, comme son vicaire Caugeul, et trouva refuge au château des Lorgeril à Parigny puis s'exila à Jersey. Il reviendra en 1800 jusqu'à sa mort.
Le 1er janvier 2016, Chèvreville intègre avec trois autres communes la commune de Grandparigny créée sous le régime juridique des communes nouvelles instauré par la loi no 2010-1563 du 16 décembre 2010 de réforme des collectivités territoriales. Les communes de Chèvreville, Martigny, Milly et Parigny deviennent des communes déléguées et Parigny est le chef-lieu de la commune nouvelle.

## Politique et administration
| Période                                  | Période       | Identité         | Étiquette | Qualité           |
| ---------------------------------------- | ------------- | ---------------- | --------- | ----------------- |
| 1871                                     | 1903          | Hippolyte Viel   |           |                   |
| 1903                                     | 1929          | Ferdinant Bochin |           |                   |
|                                          |               |                  |           |                   |
| 1945                                     | 1965          | Armand Gâté      |           |                   |
| 1965                                     | 1995          | Fernad Leclerc   |           |                   |
| juin 1995                                | mars 2008     | Victor James     | SE        |                   |
| mai 2008                                 | décembre 2015 | Gilbert Daniel   | SE        | Électrotechnicien |
| Les données manquantes sont à compléter. |               |                  |           |                   |

Le conseil municipal était composé de onze membres dont le maire et deux adjoints. Ces conseillers intègrent au complet le conseil municipal de Grandparigny le 1er janvier 2016 jusqu'en 2020 et Gilbert Daniel devient maire délégué.

### Boycott des élections municipales de mars 2008
Les habitants de cette petite commune ont tous boycotté le premier tour des élections cantonales et municipales de 2008 pour protester contre la décision de RTE, filiale d'EDF, de faire passer une ligne à très haute tension de 400 000 volts sur son territoire, en provenance du futur réacteur EPR de la centrale nucléaire de Flamanville. Aucun de ses élus, ni de ses habitants, ne s'est déplacé pour participer au scrutin pour lequel aucune liste de candidats n'avait été déposée. Mais, conformément à la loi, le bureau de vote était ouvert.
D'autres protestations de ce genre ont eu lieu dans le canton de Clamecy dans la Nièvre.

## Démographie
En 2021, la commune comptait 196 habitants. Depuis 2004, les enquêtes de recensement dans les communes de moins de 10 000 habitants ont lieu tous les cinq ans (en 2006, 2011, 2016, etc. pour Chèvreville) et les chiffres de population municipale légale des autres années sont des estimations.
| 1793 | 1800 | 1806 | 1821 | 1831 | 1836 | 1841 | 1846 | 1851 |
| ---- | ---- | ---- | ---- | ---- | ---- | ---- | ---- | ---- |
| 330  | 379  | 338  | 336  | 352  | 356  | 346  | 337  | 339  |

| 1856 | 1861 | 1866 | 1872 | 1876 | 1881 | 1886 | 1891 | 1896 |
| ---- | ---- | ---- | ---- | ---- | ---- | ---- | ---- | ---- |
| 313  | 323  | 307  | 275  | 287  | 276  | 277  | 276  | 267  |

| 1901 | 1906 | 1911 | 1921 | 1926 | 1931 | 1936 | 1946 | 1954 |
| ---- | ---- | ---- | ---- | ---- | ---- | ---- | ---- | ---- |
| 265  | 264  | 237  | 226  | 208  | 229  | 235  | 224  | 209  |

| 1962 | 1968 | 1975 | 1982 | 1990 | 1999 | 2006 | 2011 | 2016 |
| ---- | ---- | ---- | ---- | ---- | ---- | ---- | ---- | ---- |
| 215  | 211  | 175  | 177  | 193  | 198  | 197  | 205  | 216  |

| 2019 | - | - | - | - | - | - | - | - |
| ---- | - | - | - | - | - | - | - | - |
| 216  | - | - | - | - | - | - | - | - |

## Lieux et monuments
- Église Notre-Dame des XVIe – XVIIIe siècles. Elle abrite un maître-autel du XIXe, des fonts baptismaux du XVIIe, une statuette Vierge à l'Enfant du XIVe, les statues de saint Gorgon et Vierge à l'Enfant du XIXe, un tableau représentant l'Assomption de la Vierge du XIXe, des vitraux du XXe d'Yves Deshais.
- Croix de cimetière du XVIIe siècle.
- Croix de chemin dites du Hamel du XIXe siècle, de la Coutière du XXe siècle, calvaire du bourg du XIXe siècle[7].
- Château de Chèvreville bâti, de 1835 à 1837, par Édouard de Lorgeril (1800-1877)[Note 3] à partir d'éléments du château de Bois-Frozier d'origine. Les avenues du château furent détruites lors de la tempête de 1999[7].